# JAFグランプリ
JAFグランプリ（じゃふグランプリ、Japan Automobile Federation Grand Prix）は、日本で開催される自動車レース大会である。

## JAFグランプリ

### 歴史
国内自動車レース黎明期においては、自動車メーカーが参加するスポーツカーレースが人気となる一方、フォーミュラカーレースの普及は遅れていた。フォーミュラレースの振興、およびF1グランプリ誘致への基礎として、1969年に日本自動車連盟（JAF）主催のJAFグランプリが始まった。国内では日本グランプリに次ぐ格式のイベントとされ、例年日本グランプリが行われる5月初旬に開催された（日本グランプリは秋開催に変更）。以後、JAFグランプリと日本グランプリは春と秋の2大レースイベントとなった。
当初は参加台数確保のためエンジン排気量の異なるマシンが混走するフォーミュラ・リブレ（FL）として行われ、オセアニアのタスマンシリーズからも出場者を招いた。
第1回となる1969年大会は、実績の乏しい選手にビッグイベントへの参加機会を与える意図から、クラブマンの特殊ツーリングカー (TS) レースと特殊GTカー (GTS) レースは参加資格制限が設けられ、過去の日本グランプリ自動車レース大会において、以下に該当する選手は参加不認可とされた。
- 第1回 (1963年) または第2回 (1964年) の各レースで総合6位以内
- 第3回 (1966年) または第4回 (1967年) または第5回 (1968年) のTSおよびGTSのレースで各クラス3位以内
- 第3回または第4回または1968年のグランプリ (メインレース) で規定周回完走

この大会規定により多くのワークス選手が欠格となった。第1回はメインレースよりもむしろ、日産・スカイラインGT-Rのデビュー戦となるクラブマンレースの方が注目を集めた。
1970年にはF1王者のジャッキー・スチュワートが来日参戦して優勝。レース前には生沢徹の「選手宣誓拒否宣言」騒動が起きた。1971年は突然中止となり、続く2年間も開催されなかった。
1974年から全日本F2000選手権の1戦として再開。以後全日本F2選手権（1978年〜）の時代にかけて国内トップフォーミュラのビッグタイトルとされ、高原敬武、星野一義、中嶋悟らが優勝者に名を連ねた。1978年にはベテランの高橋国光が優勝し、「無冠の帝王」の名を返上した。
1977年から1979年までは春の「JAF富士グランプリ」、秋の「JAF鈴鹿グランプリ」という年間2大会方式で開催。1979年から1982年まではF2とフォーミュラ・パシフィック（FP）のダブルタイトル方式で行われた。
1977年以降休眠状態だった日本グランプリが1987年にF1レースとして復活すると、JAFグランプリの位置付けも変更された。1987年は代わりに全日本F3000選手権の「スーパーファイナルラウンドin鈴鹿」が開催され、1988年から全日本スポーツプロトタイプカー耐久選手権（JSPC）の富士500マイルや富士1000kmに冠されたのち、1990年をもって一旦終了した。
2010年から2013年にかけて、シーズン終了後のイベントレースとして「JAFグランプリ 富士スプリントカップ」が開催された（後述）。
2014年より、スーパーフォーミュラ最終戦（2レース制）に「JAF鈴鹿グランプリ」の冠が再びかけられることになった。2017年は台風21号の接近により決勝日のスケジュールが全てキャンセルされ、ポイントランキング首位だった石浦宏明の年間チャンピオン獲得が決定した。

### 過去の結果
| 年   | 決勝日            | サーキット | 優勝者                                       | マシン                | カテゴリ  |
| ---- | ----------------- | ---------- | -------------------------------------------- | --------------------- | --------- |
| 1969 | 05月03日          | 富士       | レオ・ゲオゲーガン                           | ロータス39・レプコ    | FL        |
| 1970 | 05月03日          | 富士       | ジャッキー・スチュワート                     | ブラバムBT30・FCV     | FL        |
| 1974 | 11月03日          | 鈴鹿       | 高原敬武                                     | マーチ742・BMW        | F2000     |
| 1975 | 11月02日          | 鈴鹿       | 星野一義                                     | マーチ742・BMW        | F2000     |
| 1976 | 05月03日          | 富士       | 高原敬武                                     | ノバ512・BMW          | F2000     |
| 1977 | 06月05日          | 富士       | 星野一義                                     | ノバ512B・BMW         | F2000     |
| 1977 | 11月06日          | 鈴鹿       | リカルド・パトレーゼ                         | シェブロンB40/42・BMW | F2000     |
| 1978 | 05月03日          | 富士       | 星野一義                                     | ノバ532・BMW          | F2        |
| 1978 | 11月05日          | 鈴鹿       | 高橋国光                                     | コジマKE008・BMW      | F2        |
| 1979 | 06月03日          | 富士       | 松本恵二                                     | マーチ782・BMW        | F2        |
| 1979 | 06月03日          | 富士       | 和田孝夫                                     | マーチ79B・ニッサン   | FP        |
| 1979 | 11月03日、4日     | 鈴鹿       | 星野一義                                     | マーチ792・BMW        | F2        |
| 1979 | 11月03日、4日     | 鈴鹿       | 高橋健二                                     | ノバ53P・ニッサン     | FP        |
| 1980 | 11月02日、3日     | 鈴鹿       | 星野一義                                     | マーチ802・BMW        | F2        |
| 1980 | 11月02日、3日     | 鈴鹿       | 長谷見昌弘                                   | マーチ79B・ニッサン   | FP        |
| 1981 | 10月31日、11月1日 | 鈴鹿       | 中嶋悟                                       | マーチ812・ホンダ     | F2        |
| 1981 | 10月31日、11月1日 | 鈴鹿       | 長谷見昌弘                                   | マーチ81A・ニッサン   | FP        |
| 1982 | 11月06日、7日     | 鈴鹿       | 中嶋悟                                       | マーチ822・ホンダ     | F2        |
| 1982 | 11月06日、7日     | 鈴鹿       | 星野一義                                     | ラルトRT4・ニッサン   | FP        |
| 1983 | 11月06日          | 鈴鹿       | ジェフ・リース                               | マーチ832・ホンダ     | F2        |
| 1984 | 11月04日          | 鈴鹿       | 中嶋悟                                       | マーチ842・ホンダ     | F2        |
| 1985 | 11月03日          | 鈴鹿       | 中嶋悟                                       | マーチ85J・ホンダ     | F2        |
| 1986 | 11月02日          | 鈴鹿       | 星野一義                                     | マーチ86J・ホンダ     | F2        |
| 1988 | 07月24日          | 富士       | 岡田秀樹/スタンレー・ディケンズ              | ポルシェ962C          | グループC |
| 1989 | 07月24日          | 富士       | ヴァーン・シュパン/エイエ・エリジュ/松本恵二 | ポルシェ962C          | グループC |
| 1990 | 03月11日          | 富士       | 関谷正徳/小河等                              | トヨタ90C-V           | グループC |
| 2014 | 11月09日          | 鈴鹿       | レース1：ジョアオ・パオロ・デ・オリベイラ    | ダラーラSF14・トヨタ  | SF        |
| 2014 | 11月09日          | 鈴鹿       | レース2：中嶋一貴                            | ダラーラSF14・トヨタ  | SF        |
| 2015 | 11月08日          | 鈴鹿       | レース1：アンドレ・ロッテラー                | ダラーラSF14・トヨタ  | SF        |
| 2015 | 11月08日          | 鈴鹿       | レース2：山本尚貴                            | ダラーラSF14・ホンダ  | SF        |
| 2016 | 10月30日          | 鈴鹿       | レース1：国本雄資                            | ダラーラSF14・トヨタ  | SF        |
| 2016 | 10月30日          | 鈴鹿       | レース2：ストフェル・バンドーン              | ダラーラSF14・ホンダ  | SF        |
| 2017 | 10月22日          | 鈴鹿       | 決勝中止                                     | 決勝中止              | SF        |
| 2018 | 10月28日          | 鈴鹿       | 山本尚貴                                     | ダラーラSF14・ホンダ  | SF        |

## 富士スプリントカップ

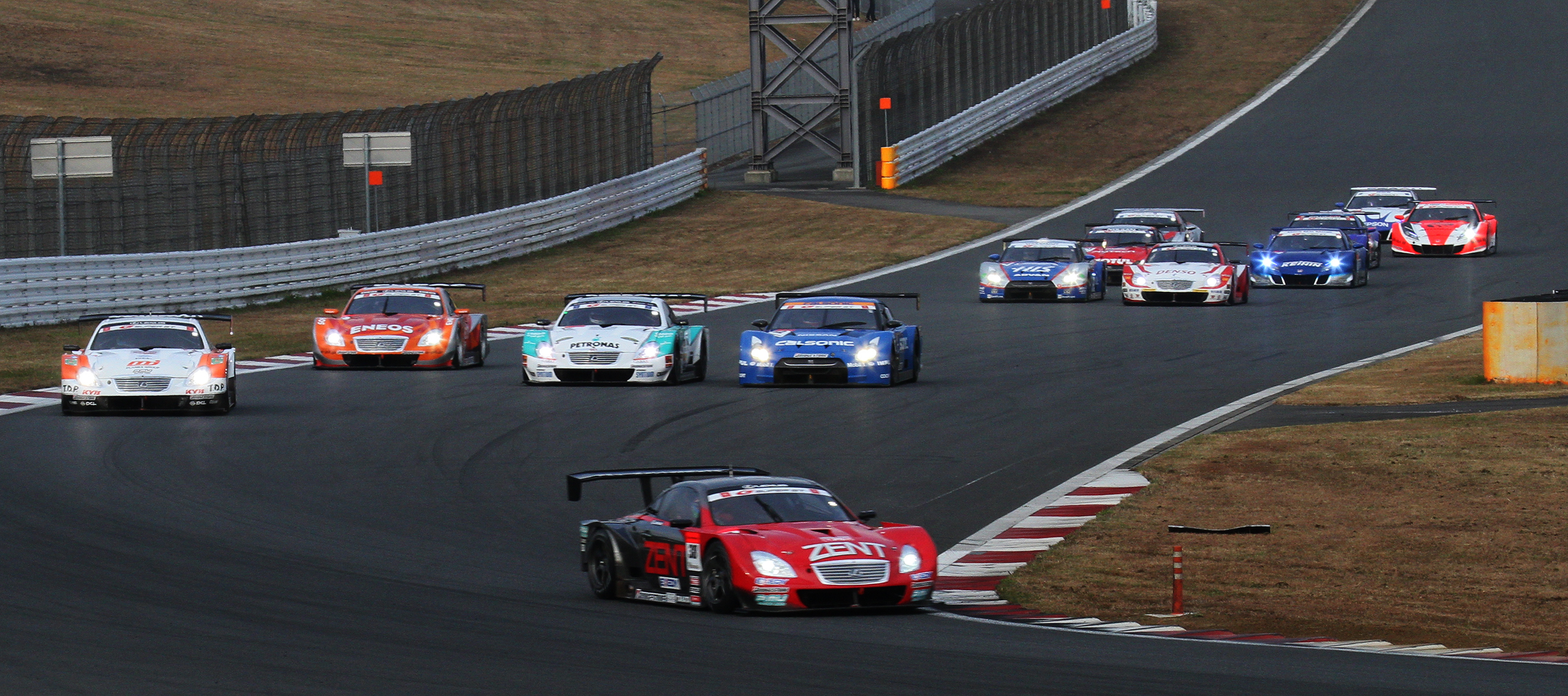
2010年の富士スプリントカップ、GT500クラスのレース1オープニングラップ

2010年より、20年の空白期間を経てJAFグランプリが復活。シーズンカレンダー終了後のノンチャンピオンシップレース（カップ戦）として、富士スピードウェイを舞台にフォーミュラ・ニッポン（以下FN）→スーパーフォーミュラ（以下SF）と SUPER GT （以下GT）の3日間同時開催で行われることになった。正式名称は「JAFグランプリ SUPER GT&フォーミュラ・ニッポン（2013年はスーパーフォーミュラ） 富士スプリントカップ」。運営はそれぞれのイベントの運営母体（日本レースプロモーションとGTアソシエイション）と富士スピードウェイが協力して行っていた。2013年まで開催された。

### レースの特徴
通常の選手権レースとは異なる、様々な新機軸が盛り込まれている。
2010年
- 土曜日と日曜日の両日にFN2レース、GT500クラス・GT300クラス各2レースの計6レースが行われた。開催された6レース全てが100キロ（22周回）のスプリントレースであり、FN・GTともにレース中のピットイン･タイヤ交換の義務はない。またGTのウェイトハンデは、このレースには適用されない。
- FNレース1のスターティンググリッドは、予選におけるホームストレートエンドでの最高速度順により決定された（レース2のスターティンググリッドは通常と同じラップタイム順により決定）。また、SFの予選は1台ずつ出走してタイムを計測するスーパーラップ方式で行われた。
- GTのスタートで、スタンディングスタートが採用された（通常はローリングスタート）。
- 通常、GTのレースではGT500クラスとGT300クラスの混走だが、このレースではGT500クラスとGT300クラスでカテゴリーを分けてレースを行った。また、通常ペアを組んで参戦するドライバーはそれぞれレース1・レース2に分かれて参戦した。
- サポートレースとして、往年の名ドライバー達がワンメイクのツーリングカーで対戦する『レジェンドカップ』が併催された。年齢ハンデキャップルールが採用され、51歳以上の選手は予選タイムから「年齢 - 50」秒が差し引かれる。50歳以下はハンデなし。なお当レースでは、レース中のペナルティとして「場内清掃」「修理代自腹」「晩御飯抜き」など、通常のレースではあり得ない罰が下される。公式レースではないのでこれらの罰に強制力はないが、2011年の土屋圭市など、実際に後日場内清掃を行った例もある。
- 参加ドライバーを出身地ごとに東軍と西軍に分け、東西対抗戦を設けた。各レースのポイントだけではなく、レジェンドカップをはじめとするサポートレースの成績や応援グッズの売り上げなどもポイント換算して争われた。
- JAFグランプリ獲得者（総合優勝）は、各カテゴリごとに2日間の成績の合計で決定した。

2011年
- FNが1レース減り、FN1レース、GT500クラス・GT300クラス各2レースの計5レースが行われた。
- FNのスターティンググリッドは、予選におけるストレートエンドでの最高速度とラップタイムをポイント換算したものを合計して決定された。

2012年
- FNのスターティンググリッドは、スーパーラップ方式は変わらないが通常通りのラップタイム順で決定された。ただしストレートエンドでの最高速度計測は行われ、最高速度上位3名には「フォーミュラ・ニッポン 川崎フロンターレ賞」として、フォーミュラ･ニッポンとジョイント経験があるJリーグの川崎フロンターレから賞品が授与された。

2013年
- ドライバー対象の東西対抗戦が廃止された。
- SFの予選は、前年までのスーパーラップ方式から通常の一斉計測方式に変更された。また、最高速度計測が廃止された。
- レジェンドカップのレギュレーションが大きく変更された。

- 車両は86・BRZワンメイクレースの出場車両を使用する。
- ドライバーは出場車両のオーナードライバーとレジェンドドライバーがペアを組んで出場。
- 予選順位はオーナードライバーのタイム順により決定。周回数は10周。ドライバー交代が義務付けられるが、チーム内でのドライバーの周回数配分は規定なし。
- レース中の車両同士の接触についてはオーナードライバーのマシンへの配慮がなされ、接触した車両もされた車両もレース除外とされた。

### 結果

#### FN・SF
| 年   | 決勝日   | 決勝日   | サーキット | 優勝者                           | チーム名                     | ポールポジション                 | 備考                                                         |
| ---- | -------- | -------- | ---------- | -------------------------------- | ---------------------------- | -------------------------------- | ------------------------------------------------------------ |
| 2010 | RACE 1   | 11月13日 | 富士       | アンドレ・ロッテラー             | PETRONAS TEAM TOM'S          | ケイ・コッツォリーノ             | グリッドは最高速度順により決定                               |
| 2010 | RACE 2   | 11月14日 | 富士       | アンドレ・ロッテラー             | PETRONAS TEAM TOM'S          | アンドレ・ロッテラー             | グリッドは予選タイム順により決定                             |
| 2011 | 11月14日 | 11月14日 | 富士       | ジョアオ・パオロ・デ・オリベイラ | TEAM IMPUL                   | ジョアオ・パオロ・デ・オリベイラ | グリッドは予選タイムと最高速度を換算したポイント順により決定 |
| 2012 | 11月18日 | 11月18日 | 富士       | 伊沢拓也                         | DOCOMO TEAM DANDELION RACING | 塚越広大                         | グリッドは予選タイム順により決定                             |
| 2013 | 11月24日 | 11月24日 | 富士       | 国本雄資                         | P.MU/CERUMO・INGING          | 国本雄資                         | グリッドは予選タイム順により決定                             |

#### SUPER GT (GT500)
| 年   | 決勝日 | 決勝日   | サーキット | 優勝者                 | マシン          | ポールポジション       | マシン          |
| ---- | ------ | -------- | ---------- | ---------------------- | --------------- | ---------------------- | --------------- |
| 2010 | RACE 1 | 11月13日 | 富士       | リチャード・ライアン   | レクサス・SC430 | リチャード・ライアン   | レクサス・SC430 |
| 2010 | RACE 2 | 11月14日 | 富士       | 伊藤大輔               | レクサス・SC430 | 松田次生               | 日産・GT-R      |
| 2011 | RACE 1 | 11月12日 | 富士       | ロニー・クインタレッリ | 日産・GT-R      | ロニー・クインタレッリ | 日産・GT-R      |
| 2011 | RACE 2 | 11月13日 | 富士       | 伊沢拓也               | ホンダ・HSV-010 | 柳田真孝               | 日産・GT-R      |
| 2012 | RACE 1 | 11月17日 | 富士       | ロニー・クインタレッリ | 日産・GT-R      | 大嶋和也               | レクサス・SC430 |
| 2012 | RACE 2 | 11月18日 | 富士       | 立川祐路               | レクサス・SC430 | 中嶋一貴               | レクサス・SC430 |
| 2013 | RACE 1 | 11月23日 | 富士       | 塚越広大               | ホンダ・HSV-010 | 山本尚貴               | ホンダ・HSV-010 |
| 2013 | RACE 2 | 11月24日 | 富士       | 大嶋和也               | レクサス・SC430 | 大嶋和也               | レクサス・SC430 |

#### SUPER GT (GT300)
| 年   | 決勝日 | 決勝日   | サーキット | 優勝者     | マシン                              | ポールポジション | マシン          |
| ---- | ------ | -------- | ---------- | ---------- | ----------------------------------- | ---------------- | --------------- |
| 2010 | RACE 1 | 11月13日 | 富士       | 平中克幸   | フェラーリ・F430                    | 高木真一         | ASL・ガライヤ   |
| 2010 | RACE 2 | 11月14日 | 富士       | 田中哲也   | フェラーリ・F430                    | 新田守男         | ASL・ガライヤ   |
| 2011 | RACE 1 | 11月12日 | 富士       | 谷口信輝   | BMW・Z4                             | 平中克幸         | フェラーリ・458 |
| 2011 | RACE 2 | 11月13日 | 富士       | 番場琢     | BMW・Z4                             | 高木真一         | ASL・ガライヤ   |
| 2012 | RACE 1 | 11月17日 | 富士       | 藤井誠暢   | ポルシェ・911                       | 藤井誠暢         | ポルシェ・911   |
| 2012 | RACE 2 | 11月18日 | 富士       | 吉本大樹   | アストンマーティン・V12ヴァンテージ | 影山正美         | ポルシェ・911   |
| 2013 | RACE 1 | 11月23日 | 富士       | 佐々木大樹 | 日産・GT-R                          | 佐々木大樹       | 日産・GT-R      |
| 2013 | RACE 2 | 11月24日 | 富士       | 加藤寛規   | マクラーレン・MP4-12C               | 星野一樹         | 日産・GT-R      |

#### レジェンドカップ
| 年   | 決勝日   | 決勝日   | サーキット | マシン                 | 優勝者             | ポールポジション |
| ---- | -------- | -------- | ---------- | ---------------------- | ------------------ | ---------------- |
| 2010 | RACE 1   | 11月13日 | 富士       | マツダ・ロードスター   | 影山正彦           | 高橋国光         |
| 2010 | RACE 2   | 11月14日 | 富士       | マツダ・ロードスター   | ジェフ・リース     | 鈴木恵一         |
| 2011 | 11月13日 | 11月13日 | 富士       | ホンダ・CR-Z           | 長谷見昌弘         | 高橋国光         |
| 2012 | 11月18日 | 11月18日 | 富士       | トヨタ・86             | 関谷正徳           | 高橋国光         |
| 2013 | 11月24日 | 11月24日 | 富士       | トヨタ・86/スバル・BRZ | 片山右京、谷口信輝 | 黒澤琢弥、吉本明 |

#### 総合優勝者
| 年   | FN・SF （チーム名）                           | GT500 （マシン）                                   | GT300 （マシン）                                               |
| ---- | --------------------------------------------- | -------------------------------------------------- | -------------------------------------------------------------- |
| 2010 | アンドレ・ロッテラー (PETRONAS TEAM TOM'S)    | ビヨン・ビルドハイム、伊藤大輔 （レクサス・SC430） | 平中克幸、田中哲也 （フェラーリ・F430）                        |
| 2011 | ジョアオ・パオロ・デ・オリベイラ (TEAM IMPUL) | ロニー・クインタレッリ、柳田真孝 （日産・GT-R）    | 谷口信輝、番場琢 （BMW・Z4）                                   |
| 2012 | 伊沢拓也 (DOCOMO TEAM DANDELION RACING)       | 平手晃平、立川祐路 （レクサス・SC430）             | 藤井誠暢、影山正美 （ポルシェ・911）                           |
| 2013 | 国本雄資 (P.MU/CERUMO・INGING)                | 塚越広大、金石年弘 （ホンダ・HSV-010）             | 平中克幸、ビヨン・ビルドハイム （メルセデス・ベンツ・SLS AMG） |